# Никола Тесла
Никола Тесла (Смиљан, 10. јул 1856 — Њујорк, 7. јануар 1943) био је српски и амерички проналазач, инжењер електротехнике и машинства и футуриста. Тесла је најпознатији по свом доприносу у пројектовању модерног система напајања наизменичном струјом.
Најзначајнији Теслини проналасци су полифазни систем, обртно магнетско поље, асинхрони мотор, синхрони мотор и Теслин трансформатор. Такође, открио је један од начина за генерисање високофреквентне струје, дао је значајан допринос у преносу и модулацији радио-сигнала, а остали су запажени и његови радови у области рендгенских зрака. Његов систем наизменичних струја је омогућио знатно лакши и ефикаснији пренос електричне енергије на даљину. Био је кључни човек у изградњи прве хидроцентрале на Нијагариним водопадима.
Преминуо је у својој 87. години, сиромашан и заборављен. Једини је Србин по коме је названа једна међународна јединица мере, јединица мере за густину магнетног флукса или јачину магнетног поља — тесла. Никола Тесла је аутор више од 700 патената, регистрованих у 25 земаља, од чега у области електротехнике 112. Лично је упознао два српска краља, краља Србије Александра Обреновића при посети Београду 1. јуна (17. маја) 1892, и краља Југославије Петра II Карађорђевића јуна 1942. године у Њујорку.

## Биографија

### Детињство, младост и породица
Никола је рођен 28. јуна 1856. године по старом, односно 10. јула по новом календару у Смиљану у Лици, као четврто дете од петоро деце Милутина, српског православног свештеника, и мајке Георгине.
У време Теслиног рођења, његово родно село (Смиљан) налазило се на подручју војно-крајишке Личке регименте, у саставу аустријске Војне крајине која је према царском патенту од 7. маја 1850. године имала статус потпуно засебне територијалне јединице, тако да Теслино родно место у административном погледу није припадало тадашњој Краљевини Хрватској. О Теслином односу према свом личком завичају на сликовит начин сведочи и његова патентна пријава из 1888. године у којој је уз Теслино родно место (Смиљан) назначена управо "Лика, погранична област Аустроугарске" (енгл. Lika, border country of Austria-Hungary), а слични помени Лике као завичаја назначени су и у другим Теслиним патентима, такође без помињања суседне Хрватске.
Тесла је крштен у српској православној цркви Светог Петра и Павла у Смиљану као Николај (слсрп. Николай). Име Никола је добио по једном и другом деди. Дете је било болешљиво и слабо па су крштење заказали мимо обичаја, сутрадан, бојећи се да неће преживети. Крштење детета обавио је поп Тома Оклопџија у цркви Светог Петра и Павла у Смиљану, а кум је био Милутинов пријатељ, капетан Јован Дреновац. У црквеним књигама је записано црквенословенски да је дете добило име Николај, а заправо је добило име по једном и другом деди Никола.
Николин отац је био надарени писац и поета који је поседовао богату библиотеку у којој је и Никола проводио своје детињство читајући и учећи стране језике. По једном веровању, Тесле воде порекло од Драганића из Бањана. По наводима Јована Дучића, Тесле су пореклом из Старе Херцеговине, од племена (Опутни) Рудињани из села Пилатоваца у данашњој никшићкој општини. Међутим, о Теслином пореклу постоји и верзија да су од Комненовића из Бањана у Старој Херцеговини. По легенди која се задржала у Бањанима, Комненовићи су зидали цркву приликом чега су се посвађали са мајсторима услед чега је дошло до крвавих обрачуна. Као резултат тога, део Комненовића се преселио са Тупана у други крај Бањана због чега су их прозвали Чивије (ексери) који и данас живе у Бањанима, док се други део одселио у Лику који је прозван Тесла по тесли, врсти тесарског алата.
Николина мајка била је вредна жена с много талената. Била је врло креативна и својим изумима олакшавала је живот на селу. Сматра се да је Никола Тесла управо од мајке наследио склоност ка истраживачком раду. Теслини родитељи су, осим њега, имали сина Данета и кћерке Ангелину и Милку, које су биле старије од Николе, и Марицу, најмлађе дете у породици Тесла. Дане је погинуо при паду с коња кад је Никола имао пет година и то је оставило велики траг у породици. Дане је сматран изузетно обдареним, док се за Николу веровало да је мање интелигентан. Верује се да је Данетова смрт основни разлог што отац дуго није пристајао да му дозволи да похађа техничку школу далеко од куће.

#### Школовање
Први разред основне школе похађао је у родном Смиљану. Отац Милутин рукоположен је за проту у Госпићу, те се породица преселила у ово место 1862. године. Преостала три разреда основне школе и трогодишњу Нижу реалну гимназију завршио је у Госпићу.
У Госпићу је Никола први пут скренуо пажњу на себе када је један трговац организовао ватрогасну службу. На показној вежби којој је присуствовало мноштво Госпићана, ватрогасци нису успели да испумпају воду из реке Лике. Стручњаци су покушали да открију разлог зашто пумпа не вуче воду, али безуспешно. Тесла, који је тада имао седам или осам година, је инстиктивно решио проблем ушавши у реку и отчепивши други крај црева. Због тога је слављен као херој дана.
Тешко се разболео на крају трећег разреда школе 1870. године. С јесени је отишао у Раковац крај Карловца да заврши још три разреда Велике реалке. Матурирао је 24. јула 1873. године у групи од свега седам ученика са врло добрим успехом јер је из нацртне геометрије био довољан. Тада је имао 17 година. Након завршене матуре вратио се у Госпић и већ први дан разболео од колере. Боловао је девет месеци. У тим околностима успео је да убеди оца да му обећа да ће га уместо на богословију уписати на студије технике.

#### Студије
Пошто је оздравио, отац га шаље ујаку проти Томи Мандићу, у Томингај код Грачца, да боравком на селу и планини прикупља снагу за напоре који га очекују. На студије електротехнике креће 1875. године, две године након матуре. Уписује се у Политехничку школу у Грацу, у јужној Штајерској (данас Аустрија). Тада му је било 19 година.
Спава веома мало, свега четири сата дневно и све слободно време проводи у учењу. Испите полаже са највишим оценама. Још тада га је заинтересовала могућност примене наизменичне струје. Чита све што му дође под руку (100 томова Волтерових списа). Никола је о себи писао: „Прочитао сам много књига, а са 24 године сам многе знао и напамет. Посебно Гетеовог Фауста.” Забринути за његово здравље, професори шаљу писма његовом оцу у којима га саветују да испише сина уколико не жели да се убије прекомерним радом.
Након прве године студија изостаје стипендија Царско-краљевске генерал-команде (којом су помагани сиромашни ученици из Војне крајине). Два пута се за стипендију обраћа славној Матици српској у Новом Саду. Први пут 14. октобра 1876, а други пут 1. септембра 1878. године. Оба пута бива одбијен. У децембру 1878. године напушта Грац и прекида све везе са ближњима. Другови су мислили да се утопио у Мури. Одлази у Марбург (данашњи Марибор) где добија посао код неког инжењера. Одаје се коцкању. Отац га након вишемесечне безуспешне потраге проналази и враћа кући. Отац, узоран човек, није могао да нађе оправдање за такво понашање. (Недуго потом отац умире 30. априла 1879. године). Никола је те године једно време радио у госпићкој реалној гимназији.
Јануара 1880. године, одлази у Праг да према очевој жељи оконча студије. Тамо не може да се упише на Карлов универзитет јер у средњој школи није учио грчки. Највероватније је слушао предавања из физике и електротехнике. Живео је на адреси Ве Смечках 13, где је 2011. године постављена меморијална табла. Већину времена проводио је библиотекама у Клементинуму и народној каварни у Водичковој улици.
Наредне године, свестан да његови ближњи подносе огромну жртву због њега, решава да их ослободи тог терета и напушта студије.
Тесла је навео у својој аутобиографији како је живо и пластично доживљавао моменте инспирације. Од раних дана је имао способност да у мислима створи прецизну слику проналаска пре него што га направи. Ова појава се у психологији назива „Визуелно размишљање”.

#### Теслино прво запослење
Године 1881, се сели у Будимпешту где се запошљава у телеграфској компанији под називом „Америчка Телефонска Компанија”. Тесла је при отварању телефонске централе 1881. године постао главни телефонијски техничар у компанији. Ту је измислио уређај који је, према некима, телефонски појачавач, док је према другима први звучник. У Будимпештанском парку се Тесли јавила идеја о решењу проблема мотора на наизменичну струју без комутатора, док је шетао са пријатељем и рецитовао Гетеовог Фауста, а онда изненада почео штапом по песку да црта линије сила обртног магнетског поља. За два наредна месеца је разрадио скице многих типова мотора и модификација које ће пет година касније патентирати у Америци.

#### Запослење у Паризу и посао у Стразбуру
У Париз се сели 1882. године где ради као инжењер за Едисонову компанију на пословима унапређења електричне опреме. Године 1883, требало је да компанија у Штразбургу (данашњи Стразбур) оспособи једносмерну централу јер се на отварању очекивао немачки цар лично. Тесли је дат овај задатак и он је боравио у Стразбуру од 14. октобра 1883. до 24. фебруара 1884. године.
Тесла овде потписује први пословни уговор у вези реализације првог индукционог мотора, тако је крајем 1883. године у Стразбуру настао први индукциони мотор који користи принцип обртног магнетског поља наизменичних струја. Почео је и са развојем разних врста полифазних система и уређаја са обртним магнетским пољем (за које му је одобрен патент 1888. године).

#### Прелазак океана са препоруком Едисону
Тесла је, 6. јуна 1884. године, дошао у Америку у Њујорк са писмом препоруке које је добио од претходног шефа Чарлса Бечелора. У препоруци је Бечелор написао: „Ја познајем два велика човека, а ви сте један од њих; други је овај млади човек”. Едисон је запослио Теслу у својој компанији Едисонове машине. Тесла је убрзо напредовао и успешно решавао и најкомпликованије проблеме у компанији. Тесли је понуђено да уради потпуно репројектовање генератора једносмерне струје Едисонове компаније.

#### Разлаз са Едисоном
Пошто је Тесла описао природу добитака од његове нове конструкције, Едисон му је понудио 50.000$ (1,1 милион $ данас) кад све буде успешно завршено и направљено. Тесла је радио близу годину дана на новим конструкцијама и Едисоновој компанији донео неколико патената који су потом зарадили невероватан профит. Када је потом Тесла питао Едисона о обећаних 50.000$, Едисон му је одговорио „Тесла, ви не разумете наш амерички смисао за хумор.”. и погазио своје обећање. Едисон је пристао да повећа Теслину плату за 10$ недељно, као врсту компромиса, што значи да би требало да ради 53 године да заради новац који му је био првобитно обећан. Тесла је дао отказ моментално.
Едисон је као добар бизнисмен зарађивао новац коришћењем својих једносмерних генератора струје који су били веома скупи за постављање и одржавање. Било је потребно и по неколико станица једносмерне струје да би се обезбедила једна градска четврт, док је Теслин генератор наизменичне струје био довољан за снабдевање комплетног града. Увидевши ефикасност Теслиних патената, Едисон је користио разне начине да увери јавност како је та струја опасна, ходао је по градским вашарима и пред медијима наизменичном струјом усмрћивао животиње (псе, мачке, и у једном случају, слона). На његову идеју створена је и прва електрична столица. Као одговор томе Тесла се прикључио у коло наизменичне струје што је проузроковало ужарење нити електричне сијалице, и тим побио предрасуде штетности наизменичне струје.

### Средње године

#### Први патенти из наизменичних струја
Године 1886. Тесла у Њујорку оснива своју компанију, Тесла електрично осветљење и производња (Tesla Electric Light & Manufacturing).
Првобитни оснивачи се нису сложили са Теслом око његових планова за увођење мотора на наизменичну струју и на крају је остао без финансијера и компаније. Тесла је потом радио у Њујорку као обичан радник од 1886. до 1887. године да би се прехранио и скупио новац за свој нови подухват. Први електромотор на наизменичну струју без четкица је успео да конструише 1887. године, и демонстрирао га пред „Америчким друштвом електроинжењера” (American Institute of Electrical Engineers, данас IEEE) 1888. године. Исте године је развио принципе свог Теслиног калема и почео рад са Џорџом Вестингхаусом у лабораторијама његове фирме „Вестингхаус електрична и производна компанија” (Westinghouse Electric & Manufacturing Company). Вестингхаус га је послушао у вези његових идеја о вишефазним системима који би омогућили пренос наизменичне струје на велика растојања.

#### Експерименти са Икс-зрацима
Априла 1887. године Тесла почиње истраживање онога што ће касније бити названо Икс-зрацима користећи вакуумску цев са једним коленом (сличну његовом патенту 514170). Овај уређај је другачији од других раних цеви за Икс-зраке јер није имао електроду-мету. Савремен израз за феномен који је разлог оваквог дејства уређаја је „пробојно зрачење”. До 1892. године је Тесла већ био упознат са радом Вилхелма Рендгена и његовим проналаском ефеката Икс-зрака.
Тесла није признавао постојање опасности од рада са Икс-зрацима, приписујући оштећења на кожи озону пре него, до тада непознатом зрачењу: „У вези штетних дејстава на кожу… примећујем да су она погрешно тумачена… она нису од Рендгенових зрака, већ једино од озона створеног у контакту са кожом. Азотна киселина би такође могла бити одговорна, али у мањој мери”. (Тесла, Electrical Review, 30. новембар 1895) Ово је погрешна оцена што се тиче катодних цеви са Икс-зрачењем. Тесла је касније приметио опекотине код асистента које потичу од Икс-зрака и стога је вршио експерименте. Фотографисао је своју руку и фотографију је послао Рендгену, али није јавно објавио свој рад и проналаске. Овај део истраживања је пропао у пожару у лабораторији у улици Хјустон 1895. године.

#### Америчко држављанство, експлозија разних открића
Америчко држављанство добија 30. јула 1891, са 35 година, а тада започиње рад у својој новој лабораторији у улици Хаустон у Њујорку. Ту је први пут приказао флуоресцентну сијалицу која светли без жица. Тако се први пут појавила идеја о бежичном преносу снаге. Са 36 година пријављује први патент из области вишефазних струја. У наставку истраживања се посвећује принципима обртних магнетних поља. Постаје потпредседник Америчког института електроинжењера (касније IEEE) у периоду од 1892. до 1894. године.

#### Пут у Европу, смрт мајке, долазак у Београд
Тесла 1892. године путује у Европу, где прво држи 3. фебруара сензационално предавање у Лондону у Британском институту електроинжењера „Експерименти са наизменичним струјама високог потенцијала и високе фреквенције”. Потом у Паризу 19. фебруара члановима друштва инжењера држи исто предавање и остаје месец дана покушавајући, по други пут, да у Паризу нађе инвеститоре за свој нови полифазни систем струја.
Ту га затиче телеграм са вешћу да му је мајка на самрти. Журно напушта Париз да би боравио уз своју умирућу мајку и стиже 15. априла, пар сати пре смрти. Њене последње речи су биле: „Стигао си Ниџо, поносе мој.” После њене смрти Тесла се разболео. Провео је три недеље опорављајући се у Госпићу и селу Томингај код Грачца, родном месту његове мајке и манастиру Гомирје у коме је архимандрит био његов ујак Николај.
Једини боравак Николе Тесле у Београду био је од 1. — 3. јуна 1892. године.
Дошао је на позив Ђорђа Станојевића у Београд 1. јуна. Следећег дана је примљен у аудијенцију код краља Александра Обреновића којом приликом је одликован орденом Светог Саве. Потом је Тесла одржао чувени поздравни говор у данашњој згради ректората, студентима и професорима београдске Велике школе.
Ја сам, као што видите и чујете остао Србин и преко мора, где се испитивањима бавим. То исто треба да будете и ви и да својим знањем и радом подижете славу Српства у свету.— почетак Теслиног говора у Великој школи
Том приликом Јован Јовановић Змај је одрецитовао песму „Поздрав Николи Тесли при доласку му у Београд” коју ја написао тим поводом. Теслин боравак у Београду је оставио дубоког трага, међутим, иако је добио 12. септембра признање енглеског удружења инжењера и научника, убрзо и почасну титулу доктора Универзитета Колумбија, крајем 1892. године није прошао на избору за редовног члана Српске краљевске академије. За дописног члана изабран је 1894. а за редовног 1937. године.

#### Златне године стваралаштва
Од 1893. до 1895. године Тесла истражује наизменичне струје високих фреквенција. Успева да произведе наизменичну струју напона од милион волти користећи Теслин калем и проучавао је површински ефекат високих фреквенција у проводним материјалима, бавио се синхронизацијом електричних кола и резонаторима, лампом са разређеним гасом која светли без жица, бежичним преносом електричне енергије и првим преносом радио-таласа. У Сент Луису је 1893. године, пред 6000 гледалаца, Тесла приказао на атрактиван начин многе експерименте укључујући и пренос сличан радио комуникацији. Обраћајући се Френклиновом институту у Филаделфији и Националној асоцијацији за електрично осветљење он је описао и демонстрирао своје принципе детаљно. Теслине демонстрације изазивају велику пажњу и помно се прате.

#### Светска изложба у Чикагу
Светска изложба 1893. године у Чикагу, Светска Колумбовска изложба, је била међународна изложба на којој је по први пут цео салон издвојен само за електрична достигнућа. То је био историјски догађај јер су Тесла и Вестингхаус представили посетиоцима свој систем наизменичне струје осветљавајући целу изложбу. Приказане су Теслине флуоресцентне сијалице и сијалице са једним изводом. Тесла је објаснио принцип обртног магнетског поља и индукционог мотора изазивајући дивљење при демонстрацији обртања бакарног јајета и постављања на врх, што је представљено као Колумбово јаје. То је коришћено да се објасни и прикаже модел обртног магнетског поља и индуктивног мотора.

#### Признања, недаће и рат струја
Фебруара 1894. се појављује прва књига о Тесли, „Открића, истраживања и писани радови Николе Тесле”. Убрзо књига бива преведена на српски и немачки језик.
Велики ударац за истраживања се десио 13. марта 1895. године када избија велики пожар у лабораторији у Јужној петој авенији број 35 којом приликом је изгорело око 400 електричних мотора, електрични и механички осцилатори, трансформатори, многе оригиналне конструкције и рукопис скоро завршене књиге „Прича о 1001 индукционом мотору”. Међутим, то је било време изузетне Теслине креативности и жилавости. Већ 15. марта оснива компанију под именом „Никола Тесла” и наставља рад.
Касних 1880-их, Тесла и Томас Едисон су постали противници, поводом Едисоновог покретања система дистрибуције електричне енергије на основу једносмерне струје упркос постојања ефикаснијег, Теслиног, система са наизменичном струјом. Као резултат рата струја, Томас Едисон и Џорџ Вестингхаус су замало банкротирали, па је 1897. године Тесла поцепао уговор и ослободио Вестингхауса обавеза плаћања коришћења патената. Те 1897. године је Тесла радио испитивања која су водила ка постављању основа за истраживања у области космичких зрачења.

#### Откриће радија и бежичног преноса
Када је напунио 41 годину, поднео је свој први патент бр. 645576 из области радија. Годину дана касније америчкој војсци приказује модел радијски управљаног брода, верујући да војска може бити заинтересована за радио-контролисана торпеда. Тада је он говорио о развоју „умећа телематике”, врсте роботике. Радио контролисан брод је јавно приказан 1898. године на електричној изложби у Медисон Сквер Гардену. Само годину дана касније представио је у Чикагу брод који је био способан и да зарони. Ови уређаји су имали иновативни резонантни пријемник и низ логичких кола. Радио-даљинско управљање остаје новотарија све до Другог светског рата. Исте године Тесла је измислио електрични упаљач или свећицу за бензинске моторе са унутрашњим сагоревањем, за шта му је признат патент 609250 под називом „Електрични упаљач за бензинске моторе”.

#### Колорадо Спрингс
Тесла је 1899. одлучио да се пресели и настави истраживања у Колораду Спрингсу, где је имао довољно простора за своје експерименте са високим напонима и високим учестаностима. По свом доласку је новинарима изјавио да намерава да спроведе експеримент бежичне телеграфије између Пајкс Пика (врх Стеновитих планина у Колораду) и Париза. Теслини експерименти су убрзо постали предмет урбаних легенди. У свом дневнику је описао експерименте који се тичу јоносфере и земаљских таласа изазваних трансферзалним или лонгитудиналним таласима.
Тесла је у својој лабораторији доказао да је Земља проводник и вршећи пражњења од више милиона волти производио вештачке муње дуге више десетина метара. Тесла је такође проучавао атмосферски електрицитет, посматрајући пражњења својим пријемницима. Репродукујући његове пријемнике и резонантна кола много година касније се увидео непредвидиви ниво комплексности (расподељени хеликоидни резонатор високог фактора потискивања, радиофреквентно повратно коло, кола са грубим хетеродиним ефектима и регенеративним техникама). Тврдио је чак да је измерио и постојање стојећих таласа у Земљи.
У једном моменту је утврдио да је у својој лабораторији забележио радио-сигнале ванземаљског порекла. Научна заједница је одбацила његову објаву и његове податке. Он је тврдио да својим пријемницима мери извесне понављајуће сигнале који су суштински другачији од сигнала које је приметио као последица олуја и земљиног шума. Касније је детаљно наводио да су сигнали долазили у групама од једног, два, три и четири клика заједно. Тесла је касније провео део живота покушавајући да шаље сигнал на Марс.
Тесла напушта Колорадо Спрингс 7. јануара 1900, а лабораторија се руши и распродаје за исплату дуга. Међутим, експерименти у Колорадо Спрингсу су Теслу припремили за следећи пројекат, подизање постројења за бежични пренос енергије. У то време пријављује патент у области резонантних електричних осцилаторних кола.

### Светска радио станица на Лонг Ајленду
Тесла почиње планирање Светске радио-станице — Варденклиф куле 1890. године са 150.000 $ (од којих је 51% улаже Џеј Пи Морган). Градња почиње 1901. године, а јануара 1902. године га затиче вест да је Маркони успео да оствари трансатлантски пренос сигнала. Јуна 1902. је Тесла преместио лабораторију из улице Хјустон у Варденклиф. Велелепна кула Светске радио-станице још није довршена, а главни финансијер, Морган, се новембра повлачи из подухвата, док су новине то пропратиле натписима Теслин Варденклиф је милионска лудорија. Године 1906. Тесла напушта кулу и враћа се у Њујорк. Та кула је током Првог светског рата размонтирана, под изговором да може послужити немачким шпијунима. Амерички патентни завод је 1904. године поништио претходну одлуку и доделио Ђуљелму Марконију патент на радио, чак је и Михајло Пупин стао на страну Марконија. Од тада почиње Теслина борба за повратак радио патента.
На свој 50. рођендан Тесла је приредио јавно представљање своје турбине без лопатица снаге 200 коњских снага (150 kW) са 16.000  (обртаја у минути). Током 1910—1911. су у Вотерсајд електране у Њујорку тестиране Теслине турбине снага између 100 и 5000 коњских снага.
Маркони 1909. године добија Нобелову награду за откриће радија, односно допринос у развоју бежичне телеграфије што чини Теслу дубоко огорченим. Године 1915, Тесла подноси тужбу против Марконија, тражећи судску заштиту својих права на радио, међутим већ 1916. је банкротирао због великих трошкова. У тим тренуцима његов живот опасно клизи ка ивици сиромаштва.

#### Ратне прилике и неприлике
Пред Први светски рат Тесла је тражио инвеститоре преко океана. Кад је почео рат, Тесла је престао да прима средства од својих европских патената. Након рата изнео је своја предвиђања у вези с послератним окружењем. У чланку објављеном 20. децембра 1914. године, Тесла је изнео мишљење да Лига народа није решење за тадашње проблеме.
Мада без материјалних средстава Тесли ипак стижу признања. Тако 18. маја 1917. године добија златну Едисонову медаљу за откриће полифазног система наизменичних струја. Те вечери је изречена мисао да када би једног момента престали да раде сви Теслини проналасци, индустрија би престала да ради, трамваји и возови би стали, градови би остали у мраку, а фабрике би биле мртве. Историјски обрт је управо у томе што је Тесла добио медаљу са именом човека који му је био љути противник са својом идејом и изгубио у тој бици, али је Едисон на крају стекао богатство, а Тесли је остало само признање.

### Николај Велимировић и Никола Тесла
Николај Велимировић и Никола Тесла су се упознали 1916. године у Њујорку, преко Теслиног пријатеља, професора Паје Радосављевића. Тада јеромонах, Николај је покушао да обједини Србе у Америци, да дају подршку Србији, која је војевала против Аустроугарске империје. У том правцу, Николају су Пупин и Тесла били обавезни саговорници. Затегнути односи Тесле и Пупина и јако критичан став Радосављевића према Пупину су учинили да заједнички проглас Тесле, Пупина и Радосављевића није потписан. Николај је касније писао Радосављевићу да жали што је покушао да уведе Теслу у ствари народне те да би био грех одвраћати га од његовог посла. Усменим предањем је сачувана анегдота о разговору Тесле и Николаја у погледу сличности (невидљивост) струје и силе Божије.

#### Теслине опсесије и невоље
Тесла је почео да јасно показује симптоме опседнутости бизарним детаљима. Поред већ раније показаног страха од микроба постао је опседнут бројем три. Често му се дешавало да обилази око блока зграда три пута пре него што би ушао у зграду, захтевао је да се поред тањира увек поставе три платнене салвете пре сваког оброка, итд. Природа овог поремећаја је у то време била недовољно позната, тако да се мислило да су симптоми које је испољавао, били показатељи делимичног лудила. Ово је несумњиво оштетило оно што је преостало од његовог угледа.
Тесла у том периоду борави у хотелу Валдорф-Асторија, у изнајмљеном апартману са одложеним плаћањем. Због наплате нагомиланог дуга од 20.000$, власник хотела, Џорџ Болт, је преузео власништво над Ворденклајфом. Баш 1917. године у време док Болт руши кулу да би распродао плацеве, Тесла добија највише признање Америчког института електричних инжењера, Едисонову медаљу. Иронија овог догађаја је у Теслином случају била вишеструка.
Августа 1917. године Тесла је поставио принципе у вези са фреквенцијом и нивоом снаге првог примитивног радара. Емил Жирардо је 1934. године радећи први француски радарски систем тврдио да је све радио „према принципима које је поставио господин Тесла”.
Аутобиографија "Моји изуми" је састављена од низа текстова који је Тесла објавио у неколико наврата у штампи, највероватније како би пажњу јавности, кроз часописе усмерио ка потенцијалним инвеститорима. Кроз те текстове описује своје вивидне визије, затим имагинацију толико снажну, препуну идеја, да је руком могао готово да пролази кроз идеју која као да лебди у ваздуху, пријатеље које је посећивао, са којима је разговарао, који су му били драги као и овоземаљски... Чак је у неколико наврата понудио, да његову специфичну менталну конституцију, научници подвргну детаљним испитивањима... Описује огледе пуштања струја одређених фреквенција кроз тело, како делују на виталност, итд. које је примењивао на себи. Поред осталих особености приметио је и описао да му је чуло слуха неколико пута јаче него што је то уобичајно.
Документовано је око седам нервних сломова овог истраживача, од којих је већина изазвана претераним умним напорима, а затим и великим животним траумама. Оно говори о фрагилности Теслиног генија.

#### Позне године и усамљенички живот
Становао је 1927. године Тесла на петнаестом спрату њујоршког хотела „Пенсилванија”. Живео је он самачким животом у соби број 1522 Е, водећи пажљиво нарочиту бригу о својој исхрани. На његов седамдесет пети рођендан 1931. године га Тајм магазин ставља на насловну страну. У поднаслову је наглашен његов допринос системима производње електричне енергије. Тесли је одобрен последњи патент 1928. године у области ваздушног саобраћаја када је представио прву летелицу са вертикалним полетањем и слетањем. Тесла 1934. године пише југословенском конзулу Јанковићу и захваљује Михајлу Пупину на идеји да водеће америчке компаније формирају фонд којим би Тесли била обезбеђена безбрижна старост. Тесла одбија такву помоћ и бира да прима скромну пензију од југословенске владе и бави се истраживањима у складу са својим могућностима. Последње године живота провео је хранећи голубове и живео је углавном од годишњег хонорара из своје домовине.
У 81. години Тесла изјављује да је комплетирао јединствену теорију поља. Тврдио је да је разрадио све детаље и да ће их открити свету ускоро. Теорија никад није објављена, а научна јавност је већ била убеђена да се његове изјаве не могу узимати озбиљно. Већина данас верује да Тесла никад није у целости разрадио такву теорију, а оно што је остало има више историјску вредност док је у физици потпуно одбачено. Тесла је био номинован за орден Светог Саве првог реда, али пошто је имао америчко држављанство није га добио, али је примио орден Светог Саве другог реда.
Једно предвече 1937. током уобичајеног изласка ударио га је такси. Никола Тесла је пао на земљу непомичан, а онда је устао и вратио се у хотел. Према неким изворима поломио је три ребра, а према другима то су биле само лакше повреде. Требало му је шест месеци да се опорави.
Године 1939. на предлог својих колега из компаније Вестингхаус, вратио се на посао за недељну плату од 125 долара.

### Теслина смрт и епилог
Тесла умире од срчаног удара сам у хотелском апартману 3327 на 33. спрату Њујоркер хотела 7. јануара 1943. године у 87. години живота. Званично је забележено да је умро од срчане тромбозе, 7. јануара 1943. године у 22 часа и 30 минута. И поред продаје патената у области наизменичних струја, Тесла умире сиромашан и у дуговима. Тим поводом, градоначелник Њујорка Лагвардија је рекао: „Никола Тесла је умро. Умро је сиромашан, али је био један од најкориснијих људи који су икада живели. Оно што је створио велико је и, како време пролази, постаје још веће”. Посмртни обред је одржан 12. јануара у Цркви Светог Јована Богослова на Менхетну у Њујорку. После службе тело је кремирано. Испраћају Теслиних посмртних остатака присуствовало је око 2000 људи, међу којима су биле и многе значајне личности и нобеловци. Сви водећи њујоршки листови имали су своје извештаче.
На сахрани је свирао његов пријатељ, виолиниста Златко Балоковић, тада један од највећих виртуоза на свету у пратњи словеначког хора Слован, и то по Теслиној жељи, прво Шубертову композицију „Аве Марија”, а онда српску песму Тамо далеко. Остао је забележен и упечатљив опроштајни говор тадашњег градоначелника Њујорка Фјорела Хенрија Лагвардије.
Касније 1943. године Врховни суд САД вратио је Тесли право на патент 645.576, признајући му првенство на патент радија.
Убрзо по Теслиној смрти ФБИ је затражио од Усељеничке службе одузимање све покојникове личне ствари и докумената, иако је Тесла био амерички држављанин. Касније је Министарство одбране контактирало ФБИ, а Теслина документа проглашена врхунском тајном. Сва Теслина лична имовина по налогу Едгара Хувера и председникових саветника добила је етикету „веома поверљиво” због природе Теслиних открића и патената.

#### Борба родбине за личну имовину
Теслина породица и југословенска амбасада су се борили са америчким званичницима за повратак докумената и личних ствари, због могућег значаја неког од његових истраживања. Коначно, његов сестрић Сава Косановић успева да дође до дела његових личних ствари и то је сада смештено у Музеју Николе Тесле у Београду.
Његов пепео је пренесен у Београд јула 1957. године. Урна је смештена у Музеју Николе Тесле где и данас стоји.
Дана 28. фебруара 2014. је потписан споразум између Српске православне цркве, Владе Републике Србије и Привременог органа Града Београда о преносу посмртних остатака Николе Тесле у порту Храма Светог Саве.

#### Теслине друштвене активности
У својим средњим годинама, Тесла је имао пријатељски однос са Марком Твеном који је обожавао да проводи пуно времена у Теслиној лабораторији. Међу његовим најближим пријатељима је било и уметника. Дружио се са уредником Century Magazine часописа Робертом Џонсоном који је објавио пар песама Јована Јовановића Змаја у Теслином преводу, док је са Катарином Џонсон неговао пријатељство. У овом периоду је Тесла био друштвено активан, а познато је да је једно време читао о Ведској филозофији. Након инцидента са Едисоном, Тесла је остао огорчен на њега, и никада нису поправили своје односе. Када је Едисон већ био стар, Тесла је изјавио да му је једна од грешака то што никада није поштовао Едисонов рад, али то је мало значило за поправљање њиховог скоро непостојећег односа.

#### Човек који је изумео двадесети век
Имао је више од 700 заштићених патената и иновација. Његово име уведено је у Дом славних проналазача Америке. Најзначајнија награда у домену електричне енергије зове се Награда Николе Тесле, а додељује је Савет Електро инжењера — IEEE. Осам америчких држава (Њујорк, Њу Џерзи, Пенсилванија, Колорадо, Невада, Минесота, Аризона и Индијана) прогласиле су Теслин дан рођења за државни празник. Тог дана, између осталог, на свим јавним зградама мора се истаћи државна застава, а учитељи у свим школама један час посвећују Тесли.
Говорио је много језика — српски, енглески, немачки, италијански, француски, чешки, мађарски, латински и словеначки.
Многи данашњи обожаваоци Тесле су склони веровању да је он „човек који је изумео двадесети век” и називају га „Прометеј 20. века”.

## Почасни докторати и одликовања
Почасни докторати
- Техничка школа, Беч, 1908.
- Универзитет у Београду, 1926.
- Универзитет у Загребу, 1926.
- Техничка школа, Праг, 1936.
- Техничка школа, Грац, 1937.
- Универзитет у Поатјеу, 1937.
- Техничка школа, Брно, 1937.
- Универзитет у Паризу, 1937.[52]
- Политехничка школа, Букурешт, 1937.
- Универзитет у Греноблу, 1938.
- Универзитет у Софији, 1939.

Ордење и медаље
- Орден Светог Саве, II класе, Краљевина Србија, 1892.
- Орден књаза Данила I, Краљевина Црна Гора 1895.[53]
- Орден Светог Саве, I класе Краљевина СХС, 1926.
- Орден Југословенске круне, Краљевина Југославија, 1931.
- Орден Белог орла, I класе, Краљевина Југославија, 1936.
- Орден Белог лава, I класе, Чехословачка, 1937.
- Медаља Универзитета у Паризу, 1937.
- Медаља Универзитета Свети Климент, Софија, 1939.

## Најважнији проналасци
Од 1943. Тесла се сматра проналазачем радија, који је предложен у патенту предатом Патентном бироу САД 20. марта 1900. Пре тога се првенство у овом проналаску давало Марконију, који је имао више пословног духа.
Измислио је електрични асинхрони мотор са полифазним алтернатором, са три фазе у облику звезде, и са комутатором. Никола Тесла је користио јонизоване гасове за трансформацију електричне енергије на принципима Волте, Херца и Фарадеја, а по законима индукције.
Био је главни промотер технике преноса електричне енергије наизменичном струјом.
Године 1889, заинтересовао се за високе фреквенције и реализовао генератор фреквенције од 15 килохерца.
Почев од 1896, експериментисао је са даљинским управљањем. Развио је Теслину бобину, на принципу Херцовог осцилатора, што је био први пројектовани одашиљач таласа. Тиме је поставио темеље телеаутоматике. Имао је идеју да ће се једнога дана бежичном телеграфијом управљати возилима без посаде удаљеним стотинама километара. Начинио је два пловећа објекта којима се управљало телекомандама, од којих је један могао да рони. Његови патенти из 1895. су у ствари спецификације торпедног чамца без посаде, који би носио шест торпеда дугих 4,20 m.

## Патенти
Актуелна листа Теслиних патената садржи библиографске податке о 166 патената из 26 различитих земаља на свих пет континената (Аргентина, Аустралија, Аустрија, Белгија, Бразил, Уједињено Краљевство, Викторија, Данска, Индија, Италија, Јапан, Канада, Куба, Мађарска, Мексико, Немачка, Нови Зеланд, Нови Јужни Велс, Норвешка, Родезија, Русија, Трансвал, Француска, Швајцарска, Шведска и Шпанија).
Од наведених земаља, Тесла је највише патената имао у Великој Британији и Француској — по 29. Мало је изненађујући податак да је имао чак 24 патента у Белгији, док му је у Немачкој одобрено 18 патената и у Италији 12. У осталим земљама са ове листе Тесла је имао знатно мање патената и тај број се креће у распону од 1 до 7.
Донедавно се сматрало да Тесла у земљама изван САД није имао патенте из области електроенергетике, те да се његови први патенти из 1891. године односе на варнични осцилатор. Међу патентима пријављеним у другим земљама има неких нових, до сада непознатих јавности. Међутим, ту нема већих изненађења, осим неколико мањих изузетака. (Како сваки патент важи само у држави која је издала тај патент, Тесла је у свакој од земаља где је желео да заштити неки од својих проналазака морао поднети посебну пријаву патента, па се њима углавном штите суштински исти проналасци.)
Анализом података утврђено је да је Никола Тесла имао 116 оригиналних патената, од којих су 109 амерички и 7 британски патенти. Са ових 116 патената, Тесла је заштитио укупно 125 различитих проналазака. Такође је утврђено да је Тесла имао 162 аналога ових патената укључујући ту и допунске и реиздате патенте, што значи да је за своје проналаске Тесла добио укупно 278 патената у 26 земаља света. Утврђено је да они формирају 107 патентних фамилија, тј. група патената за исти проналазак из различитих земаља.

## Занимљивости
- Он је планове за његове изуме чувао у глави, а није их записивао због опасности од крађе.
- У част доприносу науци Николе Тесле, на стогодишњици његовог рођења 27. јуна 1956. године у Минхену, Међународна Електротехничка Комисија, одлучила је да уведе јединицу Тесла (Т) за магнетну индукцију. (T=Wb/m² или T=N/(m×A))[58][59]
- У свету филма постоји награда која је названа по Николи Тесли — званични назив: Nicola Tesla Award in Recognition for Visionary Achievements in the World of Digital Technology and Sound. Награда се додељује људима који су постигли изузетне резултате у пољу филмске технике. До сада су је примили: 2005. — Џери Луис, 2004. — редитељ Џејмс Камерон, 2003. — редитељ Џорџ Лукас, Стен Винстон...
- Одлуком Владе Србије из августа 2010. године, дан рођења Николе Тесле 10. јул проглашен је Даном науке у Србији.[60]
- У Београду постоји електротехнички институт „Никола Тесла”, основан 1936. године.
- Универзитетска библиотека Универзитета у Нишу носи назив Никола Тесла.
- Електротехничке школе у Београду, Нишу, Зрењанину, и Електротехничка и грађевинска школа у Јагодини носе име „Никола Тесла”.[61][62][63][64]
- Две термоцентрале у Србији су назване „Никола Тесла А” и „Никола Тесла Б” у част Тесле
- Аеродром у Београду се зове Аеродром Никола Тесла.[65]
- Акцелераторска инсталација у Институту за нуклеарне науке Винча носи назив „Тесла”.
- Током постојања Републике Српске Крајине је универзитет у Книну носио назив Универзитет „Никола Тесла”.[66]
- Шеста личка дивизија НОВЈ у чијем саставу су били углавном Срби из Лике, је указом Врховног штаба НОВЈ од 19. марта 1944, за постигнуте успехе проглашена пролетерском и добила назив Шеста личка пролетерска дивизија „Никола Тесла”.
- Архивска грађа из Теслине заоставштине, из Музеја Николе Тесле, је на основу одлуке генералног директора Унеска, Коићира Мацуре, 16. октобра 2003. године уписана у регистар Унеска Памћење света.
- Амерички хард рок бенд Тесла је назван по нашем научнику као израз захвалности што им је омогућио струју, без које не би постојале ни електричне гитаре.[67]
- Године 1975, његово име уведено је у Дом славних проналазача Америке.
- 10. јула 1990. године у америчком Конгресу је прослављен Теслин рођендан. На свечаности су говорила деветорица конгресмена и сенатор Карл Левин из Мичигена. Таква част у америчкој историји није указана ни једном америчком научнику, чак ни Томасу Едисону нити Александру Грејаму Белу.
- Постоји небеско тело, астероид, 2244 Тесла. Астероид је открио са београдске Астрономске опсерваторије, а затим и именовао астроном Милорад Б. Протић.[68]
- Нилс Бор је једном приликом рекао: Теслини генијални проналасци дубоко су утицали на читаву нашу цивилизацију.
- Амерички инжењер и професор Б. А. Беренд 1921. године у својој књизи је записао: Тесла није оставио другима ништа више да ураде. Када бисмо из индустрије искључили резултате Теслиног истраживачког рада, сви точкови те индустрије престали би да се окрећу, наши трамваји и возови би стали, наши градови би били у мраку, а фабрике мртве и беспослене.
- Тесла се хранио искључиво вегетаријанском храном.[69][тражи се бољи извор]
- Чувени Музеј воштаних фигура Мадам Тисо, њујоршки огранак славне лондонске куће, припрема фигуру Николе Тесле у воску и поставиће је поред Александра Бела, проналазача телефона.
- Иако су многи уметници желели да им Тесла позира за портрет, он је то готово увек одбијао. Једино је сликарки и принцези Вилми Љвов-Парлаги пошло 1916. године за руком да убеди Теслу да јој позира.[70] Сви остали Теслини портрети рађени су према фотографијама. Тесли се није допало осветљење у атељеу и сам је начинио аранжман светиљки чија је светлост филтрирана кроз плаво стакло. Тако је настао портрет у техници уља на платну, познат под називом Плави портрет, који је репродукован јануара 1919. године у часопису Електрикал Експериментер као илустрација уз Теслин аутобиографски фељтон Моји изуми и 20. јула 1931. године на насловној страни часописа Тајм. Није познато где се овај портрет данас налази.
- Тесла је само једном изразио жељу да неки уметник изради његов портрет. Године 1939, 18. августа, упутио је тим поводом свом пријатељу, познатом југословенском вајару Ивану Мештровићу телеграм у Загреб. Мештровић је стицајем околности израдио Теслину бисту тек 1952. године. Одливци ове бисте чувају се у Музеју Николе Тесле у Београду, у Музеју Лике у Госпићу и у Техничком музеју у Бечу.
- Године 1993, поводом педесетогодишњице смрти овог великог научника, а у сећање на његов непроцењиви допринос човечанству, настаје слика „Дух Тесле” Драгана Малешевића Тапија. Ова слика нашла се на насловној страни каталога изложбе организоване овим поводом у Музеју савремених уметности у Београду и уједно представља и једно од најзначајнијих дела овог српског сликара.
- Уметница Марина Абрамовић снимила је 2003. године у Музеју Николе Тесле у Београду видео-инсталације Рачунајте на нас и Рачунајте на нас II, које су инспирисане животом и делом Николе Тесле.
- Дејвид Боуи — британски музичар, тумачи улогу Тесле у филму Престиж (2006), где наступа заједно са Хјуом Џекменом, Кристијаном Бејлом, Мајклом Кејном и Скарлет Џохансон. Престиж је режирао реномирани британски редитељ Кристофер Нолан.
- Америчка компанија Тесла моторс прва је почела серијску и масовну производњу чисто електричног аутомобила, прво спортског Тесла роудстер током 2008. године а потом 2012. и Тесла С породични ауто.
- Кратер Тесла се налази на Месецу. Има пречник од 26 km. Његова селенографска ширина је −2,0°, а дужина −132.0°.[68]
- Гугл је у част Теслиног рођендана 10. јула 2009. приказао свој лого са слогом „Г” у облику теслиног трансформатора.[71][72]
- Тесла Панчево, фирма за производњу електричних сијалица из Панчева.
- Тесла д.д. Брчко, фирма за производњу акумулатора, оловних легура, опреме и трговину из Брчког.
- Изабран је за почасног грађанина Новог Сада 1936.[73]
- Хрватска компанија која се бави телефонијом носи име Никола Тесла Ериксон.
- Насеље Никола Тесла у општини Нишка бања.
- Фабрика електронске опреме и радио лампи (електронских цеви) „Тесла” у Липтовском Храдоку у републици Словачкој, основана за време Чехословачке.
- Теслино Насеље у Суботици, које је махом саграђено за раднике фабрике СЕВЕР, Суботица, која се бави производњом електричних ротационих машина, базираних на обртном пољу.
- Према подацима Српског ДНК пројекта Тесле припадају словенској хаплогрупи R1a-M458. То је закључено тестирањем мушких сродника Николе Тесле.[74]
- Амерички произвођач хибридних и електричних камиона и камионета носи назив по Теслином имену Nikola Motor Company.
- Свештеник Оливер Суботић написао је књигу „Тесла: Духовни лик” у којој се бави духовношћу Николе Тесле.[75]

### Тесла као књижевна инспирација
Лик, дело и живот Николе Тесле деценијама представљају инспирацију многим писцима, па су тако протеклих деценија настала многа књижевна дела са Теслом као једним од ликова, понекад и главним. Неки од њих су:
- Престиж Кристофера Приста из 1951. године, који је код нас објављен 2006. године. Према овом роману такође је 2006. снимљен и истоимени филм.[76]
- Владимир Пиштало објавио је 2006. године роман Тесла, младост,[77] а 2008. наставак Тесла, портрет међу маскама,[78] за који је исте године добио НИН-ову награду.
- Горан Скробоња објавио је 2010. године фантастични роман Човек који је убио Теслу или дневник апсинта и крви,[79] да би већ 2013. уследио и наставак, Сва Теслина деца.[80]
- Јанко Веселиновић је свој роман Хајдук Станко посветио јунаку нашега доба Николи Тесли.[81]

### Писма Николе Тесле
Два писма Николе Тесле о Михајлу Пупину, која су упућена Радоју Јанковићу, генералном конзулу Краљевине Југославије у Њујорку, се налазе у сталној поставци Удружења за културу, уметност и међународну сарадњу Адлигат. У овим писмима се говори о порушеном здравственом стању Михајла Пупина и Теслиној жељи да га посети у болници. Писма указују на добар однос Николе Тесле и Михајла Пупина, упркос бројним нагађањима о њиховом сукобу. У писму из 1921. године, сачуваном у Конгресној библиотеци, Тесла је пријатељу Американцу образложио своје порекло и националну припадност.

## Галерија
- Црквена Православна крштеница Николе Тесле (српско-словенска ћирилица)
- Библија коју је Тесли поклонио његов отац, свештеник Милутин Тесла. Читав живот ју је чувао и била је са њим у тренутку смрти.
- Портрет Николе Тесле
- Тесла са књигом Руђера Бошковића „Theoria Philosophiae Naturalis”, испред трансформатора, Њујорк
- Пасош Николе Тесле
- Спомен плоча Николи Тесли, Ректорат Универзитета у Београду
- Спомен плоча Тесли на хотелу Њујоркер
- Спомен плоча Николи Тесли код Сабора у Загребу
- Новчаница од 100 српских динара на којој је лик Николе Тесле
- Табла о посети Николе Тесле Београду, на капетан Мишином здању
- Марк Твен у лабораторији Николе Тесле, пролеће 1894.
- Тесла трансформатор, Смиљан, Хрватска
- Теслина родна кућа и статуа у Смиљану
- Музеј Николе Тесле, Београд
- Споменик Николи Тесли испред Електротехничког факултета у Београду
- Биста Николи Тесли у амфитеатру 56 ЕТФ-а, названом по њему
- Статуа Никола Тесла на Аеродрому „Никола Тесла“, Београд
- Тесла статуа (Смиљан, Хрватска)
- Споменик Николи Тесли испред српске православне цркве Светог Саве на Менхетну, Њујорк
- Споменик Николи Тесли, Технички Факултет - Нови Сад
- Споменик Тесли, привремено испред САНУ, предвиђен да буде постављен испред Теслине лабораторије у Лонг Ајленду, САД
- Биста Тесле у ПТТ Музеју Београд
- Споменик Николи Тесли близу Нијагариних водопада, Канада (постављен 2006)
- Бронзана скулптура Николе Тесле у Апатину
- Споменица дародавцу Николи Тесли додељена од стране Удружења четника, 1938.
- Новчаница од 500 динара са ликом Николе Тесле